# Chapelle des Cordeliers de Sarrebourg
La chapelle des Cordeliers se situe dans la commune française de Sarrebourg, dans le Sud du département de la Moselle.
Cette chapelle fait l’objet d’une inscription au titre des monuments historiques depuis le 18 décembre 1992.

## Histoire
C'est en 1266 que s'installent à Sarrebourg les frères Franciscains, aussi appelés Cordeliers en raison de la corde qu'ils portent autour de la taille. Ils construisent leur couvent en plein centre-ville. Une dernière messe est célébrée en 1792, date à laquelle le couvent est transformé en caserne et la chapelle en écuries, à la suite de la Révolution. Lors de l'annexion allemande de 1870, la chapelle du couvent redevient un lieu de culte pour les soldats protestants.
De 1927 à 1970, la chapelle accueille le musée de la Société d'histoire et d'archéologie de Sarrebourg. La vieille caserne est désaffectée du domaine militaire en 1947, sa démolition se déroule entre 1955 et 1972. La chapelle est néanmoins conservée et restaurée. Pour fermer le trou béant situé à l'extrémité Ouest de la chapelle, la ville demande à Marc Chagall de réaliser un vitrail. Celui-ci, dont le thème est la paix, est livré en 1976. Il mesure 12 mètres de haut sur 7 mètres 50 de large et pèse 900 kilogrammes. C'est Charles Marcq, un maître-verrier des ateliers Simon Marq de Reims, qui a reproduit la peinture de Chagall sur le verre, en collaboration avec son épouse Brigitte Simon.
Il est à noter que 10 ans plus tôt, Chagall, de 1958 à 1961 avait réalisé deux verrières à la cathédrale de Metz.
La chapelle des Cordeliers a par la suite abrité l'office de tourisme de la ville, jusqu'à la construction d'un nouveau bâtiment dédié de l'autre côté de la place. Désormais la chapelle est le point de départ d'un parcours consacré à Chagall.